# سحج (جيولوجيا)

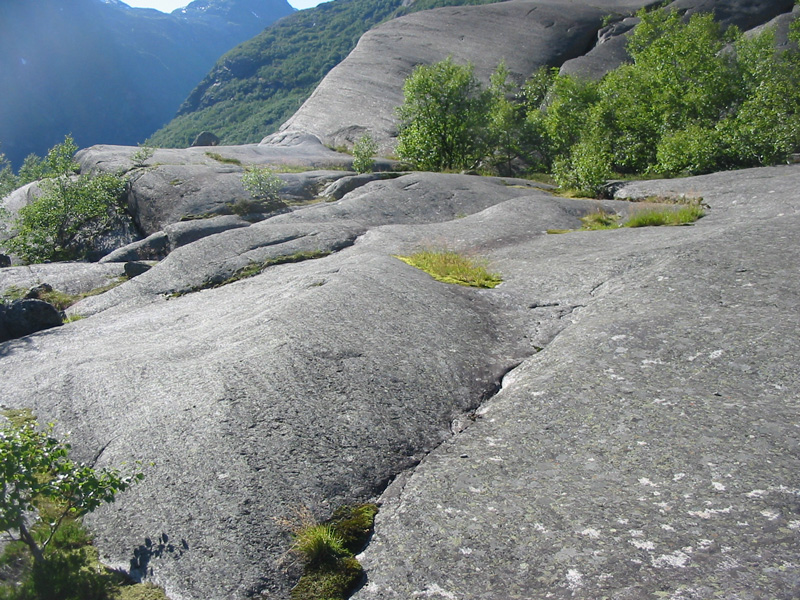
تكسر الصخور الجليدية في غرب النرويج.

السحج أو الإنسحاج أو الكشط (بالإنجليزية: Abrasion) في الجيولوجيا هو عملية تآكل تحدث عندما تتآكل المواد التي يتم نقلها على السطح بمرور الوقت. وهي عملية احتكاك ناتجة عن الجرجرة والخدش والتلف والتشويه وفرك المواد. تعتمد شدة الكشط على صلابة وتركيز وسرعة وكتلة الجزيئات المتحركة. يحدث التآكل عمومًا بأربع طرق. أولها أن يطحن التجلد ببطء الصخور التي يلتقطها الجليد على الأسطح الصخرية. ثانيها الأجسام الصلبة المنقولة في القنوات النهرية تجعل سطح الكشط ملامسًا للطبقة والجدران. ثالثها الأشياء المنقولة في الأمواج المتكسرة على السواحل تسبب التآكل. وأخيرًا، يمكن أن يحدث التآكل بسبب الرياح التي تنقل الرمال أو الحجارة الصغيرة ضد الصخور السطحية.